# Panchayatdorp
Een panchayatdorp of town panchayat (T.P.) is de relatief nieuwe benaming van een klein stadje met maximaal 25.000 inwoners, dat gevormd wordt onder het Indische administratieve systeem Panchayati raj.
Tamil Nadu was de eerste staat die een panchayatdorp introduceerde, als tussenstap tussen landelijke dorpjes en Urban Local Bodies (ULB). Elke Indiase deelstaat heeft zijn eigen beheerdirectie voor panchayatdorpen.